# Бахмач-Київський
Ба́хмач-Київський — проміжна станція 4 класу Конотопської дирекції Південно-Західної залізниці на лінії Бахмач-Пасажирський — Ніжин. Розташована у західній частині міста Бахмача.
Станцію Бахмач-Київський було відкрито одночасно із будівництвом Києво-Курської залізниці 1868 року.

## Сполучення
Станція Бахмач-Київський з'єднана приміським сполученням з Ніжином, Конотопом, Ворожбою, Ромоданом та Прилуками.
Електропоїзди підвищеного комфорту курсують до станцій Київ-Пасажирський, Фастів I, Конотоп, Шостка.
На станції мають зупинку деякі денні поїзди до станцій Жмеринка, Шостка, Київ.

## Галерея

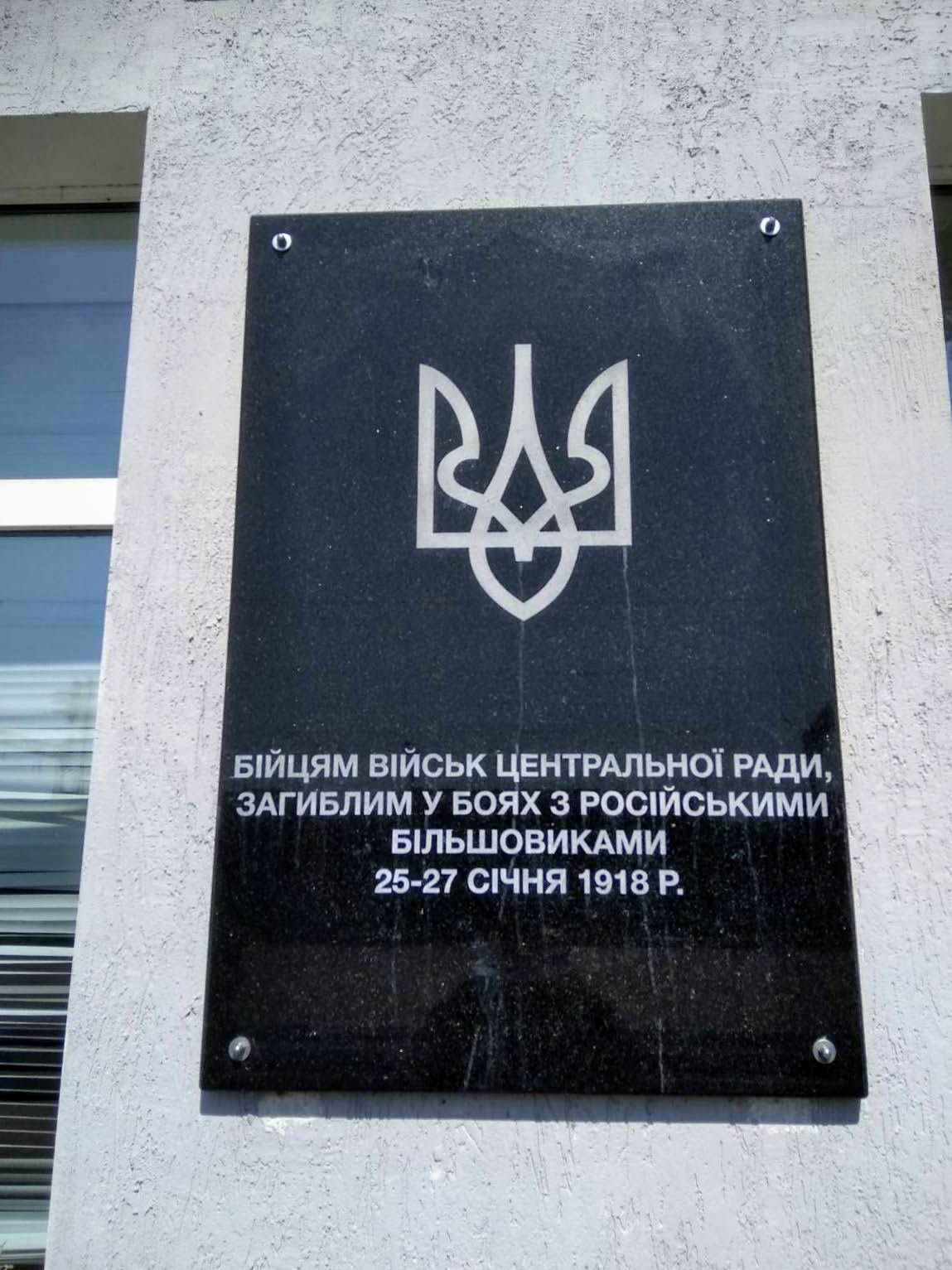
Меморіальна дошка воякам Центральної Ради, загиблим у битві 25—27 січня 1918 року за Бахмач.
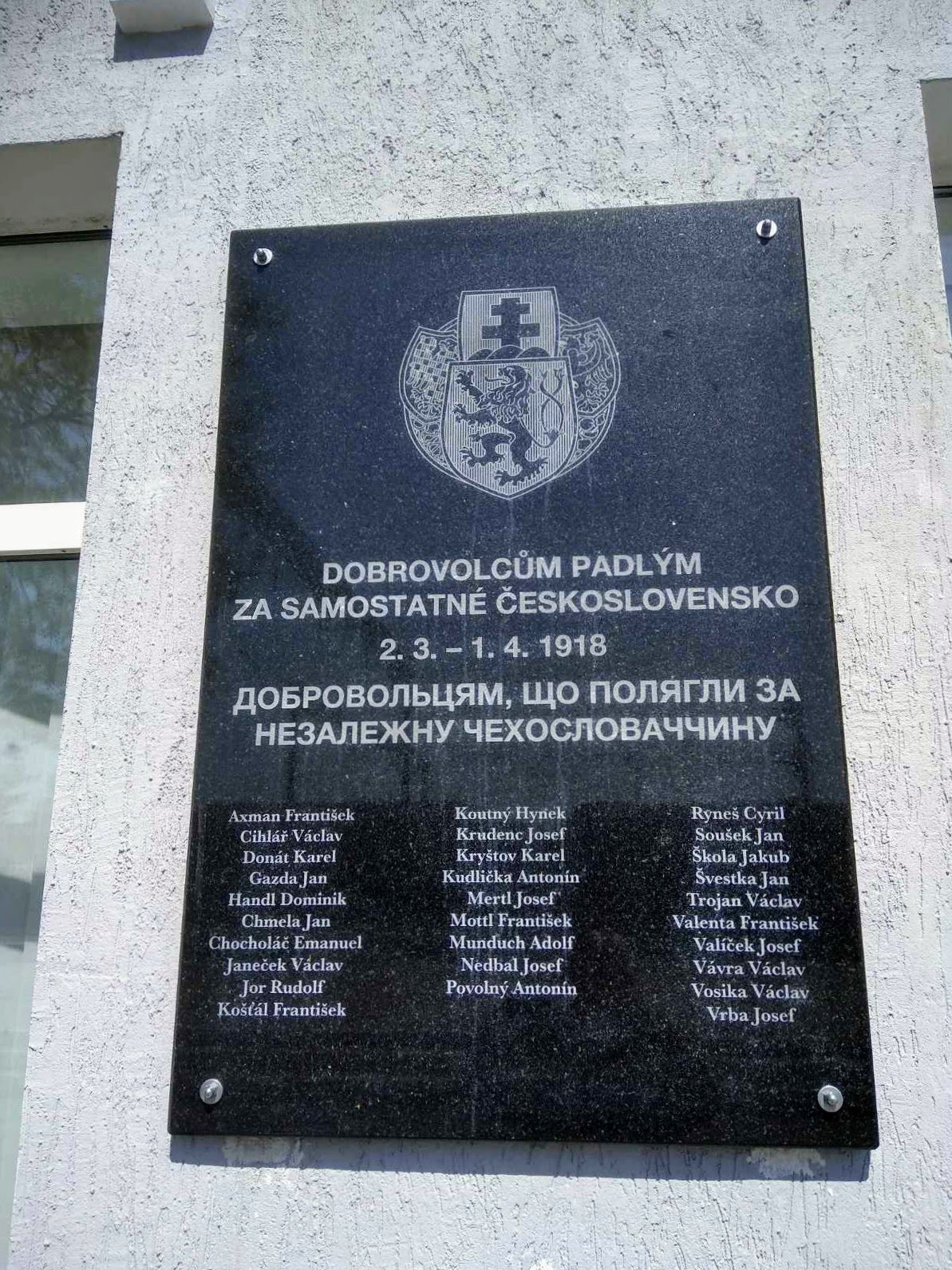
Меморіальна дошка чехословацьким легіонерам, що загинули у битві під Бахмачем 8—13 березня 1918 року.